# コム・チャット・ルック
「コム・チャット・ルック」（คมชัดลึก）は、タイ王国のタイ語日刊新聞。2001年10月16日 に創刊。ネーション・マルチメディア・グループ傘下のエヌエスティ・ニュース社（เอ็นเอสที นิวส์）所有。 50-60万部発行。

## 概要
コム・チャット・ルック紙はネーション・マルチメディア・グループ傘下のエヌエスティ・ニュース社が創刊。創刊時の総編集長はチャリアウ・コントゥク（เฉลียว คงตุก）、コラムニストはスッティチャイ・ユン（สุทธิชัย หยุ่น）、ソーポン・オンカーン（โสภณ องค์การณ์）他。

## 受賞
2005年にタイで唯一、世界新聞協会賞を世界新聞協会より受賞した。

## 2006年誤報道事件
コム・チャット・ルック紙は、2006年3月24日に反タクシン政権運動を指導していたソンティ・リムトーンクン（สนธิ ลิ้มทองกุล：経済紙「プーヂャッガーン」の創始者、民主市民連合の指導者）の発言の一部を紙上に掲載したが、その引用内容に国王ラーマ9世に退位を勧めたように取られる誤引用があった。そのため同新聞社に対して抗議運動が行われた。
新聞社は3月30日の第1面に誤引用を謝罪する文章を掲載し、国王に許しを求めたが、同新聞社に対する抗議運動は続いた。そのため、編集長ゴーケート・ヂャンタルートラック（ก่อเขต จันทเลิศลักษณ์）は引責免職（現在は原職復帰）、さらに2006年3月31日から4月2日、4月8日から9日の合計5日間の休刊を行った。